# دیلکیرشن
دیلکیرشن (به آلمانی: Dielkirchen) یک شهر در آلمان است که در دنرسبرگکرایس واقع شده‌است. دیلکیرشن ۵۴۳ نفر جمعیت دارد.